# Матјо вез
Матјо вез је традиционална народна уметност Матјо (мађ. Matyó) етничке заједнице која настањује област Матјофолд (мађ. Matyóföld - земља Матјоа) западно од планина Бук (мађ. Bükk) у равници Алфелд у Мађарској.
Матјо вез је 2012. године уврштен на Унескову листу Нематеријалног културног наслеђа човечанства.

## Историја
Од средине 19. века уметност украшавања текстила везом, која се развила међу припадницима народа Матјо, издваја њихове богато украшене и обојене ношње од околних области на северу Велике мађарске низије и Мађарске уопште. Познати мађарски етнолог Иштван Гјорфи (мађ. István Györffy, 1884—1939) тврдио је да су и пре тог периода народна ношња и кућни текстил Матјо заједнице украшавани овим јединственим везом. Ипак, ова уметност је дуго била погрешно представљана у јавности као древна мађарска традиција.
Овим везом украшавао се сав кућни текстил који је у ове, често оскудне домове, уносио сјајне боје. Везом су украшаване јастучнице, пешкири, Столњаци и чаршави, а затим мушке кошуље, рукави, женске мараме и кецеље.
На прелазу 19. у 20. век женска ношња у области око града Мезекевешда, централног насеља ове заједнице, била је једна од најпознатијих мађарских народних ношњи. Однос припадника ове заједнице према одећи коју су носили најбоље може описати народна изрека популарна широм Велике мађарске равнице: „Нека стомак зарежи, али нека ношња заблиста“. Без обзира на то колико су били сиромашни, њихова одећа за посебне приликеморала је бити елегантна и китњаста. Чак иако су моралиу данима да гладују да би га набавили, не имати Матјо вез била је велика срамота у овом подручју.
У целој Мађарској Матјо вез је најбогатији мотивима и бојамаи, било да је реч о женској или мушкој одећи. Вез је постао популаран 1886. године, када је у будимпештанском централном градском парку Варошлигету одржана изложба народне уметности. Многи стручњаци и трговци приметили су ове јединствене везене комаде. Мезекевешд се убрзо прославио не само у Мађарској, већ и ван њених граница. Матјо вез постигао је такав успех да је 1911 у радионици у овом граду радило 400 жена, како би се задовољили захтеви многобројних купаца. Додатних 40 жена било је запослено само на дизајнирању комада. До 1950. године проиѕведена је велика количина блуза, различитих текстилних производа и лутки, а славу су стекли и локални столари својим намештајем украшеним овим мотивима.

### Матјо вез данас
Средином 20. века народне ношње су престале да се користе у свакодневном одевању, а Матјо вез и традиција опстали су само захваљујући напорима етнографа. Ипак, цветни мотиви Матјо веза одиграли су пресудну улогу у изградњи идентитета заједнице, па је 26. јула 1953. године у бившој гостионици отворен Институт за Матјо народну уметност и ношње. Године 1991. основано је Удружење народних уметности Матјо које, осим очувања и преношења овог умећа на млађе нараштаје, организује и бројне културне догађаје и манифестације. Године 2012. Матјо вез је уврштен на Унескову листу Нематеријалног културног наслеђа човечанства. Данас је Матјо вез туристичка атракција и одржива индустрија која подржава ово економски неразвијено подручје.
Осим на традиционалној одећи, Матјо вез се данас користи и на предметима за уређење ентеријера, у савременој моди и архитектури, а често и као мотив на накиту, ускршњим јајима и сл. Најпознатија представница чувених Матјо везиља била је Бори Киш Јанко (1876—1954), која је за свој рад добила награду „Мајстор народне уметности” и друге високе државне почасти. Њено наслеђе чува се у Спомен кући Мезековешду.

## Карактеристике
Матјо народна ношња израђује се од једноставног платна на ком се везу различити мотиви у разним бојама. Класични Матио вез може се везети на црној тканини дајући му готово злослутни изглед. У Матјо везу се користе два основна бода: равни и контурни. Поред ових, развили су се и јединствени бодови, међу којима је најпознатији nyolcasöltés (8-мобод), који је постао карактеристични бод Матјо веза.

### Боје
У почетку су мотиви везени на обичном платну, углавном само једном бојом - обично црвеном или пурпурном. Касније се појавило предиво различитих боја, вунени конац замењен је памучним, а обично платно сатеном. Боје које се користе у Матјо везу представљају животни циклус. Свака боја има своје значење: 
- црна је боја земље из које ничу плодови, а са њима и живот,
- црвена је боја радости,
- жута боја лета и сунца,
- плава боја туге и проласка,
- зелена боја појавила се после Првог светског рата и добила је значење боје жалости - у знак сећања на војнике који су погинули у рату, кецеље су по ивицама украшаване зеленим украсима.[3]

### Мотиви
Најпознатији мотив је „матјо ружа” или божур (matyórózsa). Остали познати мотиви укључују лишће и пупољке тулипана, пупољке руже, а ту су још и „срце-ружа”, „храстова ружа”, „ципеле” (cipe), „птица” и „мачји реп” (спирала).

## Легенда
Према једној легенди, Матјо вез настао је када је једног младића отео ђаво. Његова невеста молила је ђавола да јој га врати, а ђаво је тражио да му у замену за младића донесе кецељу пуну летњег цвећа. На њену несрећу, била је зима, али се лукава девојка досетила и на својој великој кецељи извезла мноштво црвених ружа. Ђаволу се толико свидео њен ручни рад да није имао другог избора него да младожењу пусти на слободу, па се млади пар убрзо венчао. Од тада Матјо дечаци и девојчице носе живописне ношње како би се заштитили од ђавола.